# Пражские куранты
Пражские куранты или Пражский орлой (чеш. Pražský orloj, также чеш. Staroměstský orloj, от лат. horologium — часы) — средневековые башенные часы, установленные на южной стене башни Староместской ратуши на Староместской площади в Праге. Они являются третьими по возрасту астрономическими часами в мире и старейшими, которые всё ещё работают.
Орлой состоит из трёх основных компонентов, расположенных на башне по вертикали. В центре находится астрономический циферблат, который показывает старочешское, вавилонское, центральноевропейское (современное) и звёздное время, время восхода и захода солнца, положение Солнца и Луны среди созвездий, входящих в зодиакальный круг, а также фазы Луны. По сторонам от астрономического циферблата расположены движущиеся каждый час фигуры, среди которых особенно выделяется фигура Смерти в виде скелета человека. Наверху по сторонам от центральной каменной скульптуры ангела имеются два окошка, в которых каждый час, когда бьют часы, показываются фигуры 12 апостолов, сменяя друг друга. Над каменной скульптурой ангела находится фигура золотого петуха, который кричит по окончании процессии апостолов. Под астрономическим циферблатом расположен календарный циферблат, позволяющий определить день и месяц календарного года, день недели, нерабочие дни, а также постоянные праздники христианского календаря. По сторонам от него также расположены скульптурные фигуры.

## История
Пражский орлой находится на башне Староместской ратуши. После того, как король Ян Люксембургский в 1338 году даровал жителям Старого города привилегию иметь собственную ратушу, для городских нужд у купца Волфлина из Камене (чеш. Wolflin od Kamene) был приобретён частный дом. Дом начали переоборудовать, чтобы приспособить к нуждам городского совета, и в 1364 году к нему пристроили башню. Часы были установлены на башне, видимо, в 1402 году, когда они впервые упоминаются. Однако, очевидно, вследствие недобросовестного ухода, в скором времени их потребовалось заменить, вследствие чего и был изготовлен Орлой.
Самая старая часть Орлоя — механические часы и астрономический циферблат — была создана в 1410 году. Эти элементы были изготовлены часовым мастером Микулашем из Кадани по проекту математика и астронома Яна Шинделя. Скульптурное оформление астрономического циферблата происходит из мастерской знаменитого чешского архитектора и скульптора Петра Парлержа. Первый документ, в котором упоминается Орлой, датирован 9 октября 1410 года. В нём говорится о Микулаше из Кадани как об именитом и признанном часовом мастере, который изготовил куранты с астролябией для Старого Места Праги; староста и совет города упрекают мастера Альберта (предыдущего смотрителя) за недобросовестный уход за предшествующими часами и хвалят Микулаша за выдающуюся работу. Согласно документу, в качестве вознаграждения за работу мастер получил дом у Гавельских городских ворот, 3000 пражских грошей единовременно и регулярное ежегодное пособие в 600 пражских грошей.
Следующие документальные сведения об Орлое относятся к 1490 году, когда пражский часовщик Ян Руже (чеш. Jan Růže), известный также как мастер Гануш (чеш. Mistr Hanuš), отремонтировал механизм, добавил нижний календарный циферблат и первую движущуюся фигуру — Смерть. Эти заметные усовершенствования и 80 лет забвения первых авторов. способствовали тому, что следующие 450 лет именно мастера Гануша считали автором Орлоя. Историческая ошибка даже нашла своё отражение в легенде, согласно которой мастер Гануш был ослеплён по приказу членов Пражского совета, чтобы он нигде более не смог повторить свою работу. Эта легенда была особенно популяризирована среди широкой общественности благодаря писателю Алоису Йирасеку, включившему её в свои «Старинные чешские сказания» (1894 года). Многолетний помощник Яна Руже, Якуб, вероятно, его сын, обслуживал Орлой до 1530 года. Этого часовщика отождествляют с Якубом Чехом, автором первых переносных часов в Чехии. У Якуба не было последователя, и Орлой оставался без надлежащего ухода.
В 1552 году смотрителем Орлоя был назначен Ян Таборский. Он отремонтировал и усовершенствовал механизм, а также составил подробное техническое описание Орлоя. Именно в этом описании Ян Таборский впервые ошибочно называет автором Пражского орлоя Яна Руже. Ошибка произошла из-за некорректной интерпретации записей того периода. Её исправил в 1962 году чешский историк и астроном Зденек Горски, специализировавшийся на истории науки.
В последующие столетия куранты неоднократно останавливались вследствие отсутствия опытных смотрителей и несколько раз ремонтировались. В ходе ремонта 1629 или 1659 года отбивающий механизм часов был перемещён из башни вниз к самому Орлою, а в дополнение к фигуре Смерти появились и другие деревянные фигуры. К этому же ремонту относится создание уникальной скрытой системы вращения Луны, показывающей её фазы.
В XVIII веке Орлой целыми десятилетиями стоял без движения и находился в таком критическом состоянии, что, когда в 1787 году проводили перестройку ратуши, его хотели выбросить в железный лом. Часы были спасены от гибели служащими из пражского Клементинума: управляющий обсерваторией профессор Антонин Стрнад добился финансирования ремонта и совместно с часовщиком Симоном Ландспергером (чеш. Šimon Landsperger) к 1791 году частично починил их (запустить удалось часовой механизм, а астролябия так и осталась в нерабочем состоянии). В это же время были добавлены движущиеся фигуры апостолов. В 1865—1866 годах был проведён капитальный ремонт Орлоя: исправлены все части его механизма, включая астролябию, для контроля за точностью хода в часовой механизм установлен хронометр Ромуальда Божека, добавлена фигура петуха, а художник Йозеф Манес расписал нижний календарный циферблат.
В самом конце Второй мировой войны Орлою был нанесён значительный ущерб. 5 мая 1945 года в Праге вспыхнуло антинацистское восстание. В городе были сооружены баррикады и повсюду шли бои, особенно упорные в центре Праги, у здания Чешского радио, занятого повстанцами. Радиопередатчик восставших, размещённый на башне Староместской ратуши, передавал воззвания к чешскому народу. Находившиеся в городе части немецкой группы армий «Центр» предприняли попытку подавить восстание и прежде всего прекратить вещание чешского радио. Немецкие войска расстреливали здание Староместской ратуши из зенитных орудий, и 8 мая 1945 года в него попал зажигательный снаряд, в результате чего в Староместской ратуше произошёл пожар. Орлой также пострадал от огня: деревянные фигуры апостолов и календарный циферблат сгорели, астрономический циферблат рухнул вниз.
Однако к 1 июля 1948 года куранты были полностью восстановлены: братья Рудольф и Йиндржих Весецкие (чеш. Rudolf a Jindřich Vesecký) отремонтировали изогнутые и поломанные детали часового механизма и снова его собрали, а мастер по дереву Войтех Сухарда вырезал новые фигуры апостолов. Последний незначительный ремонт Орлоя был осуществлён в 2005 году. В настоящее время Пражский орлой на три четверти состоит из старых первоначальных деталей.

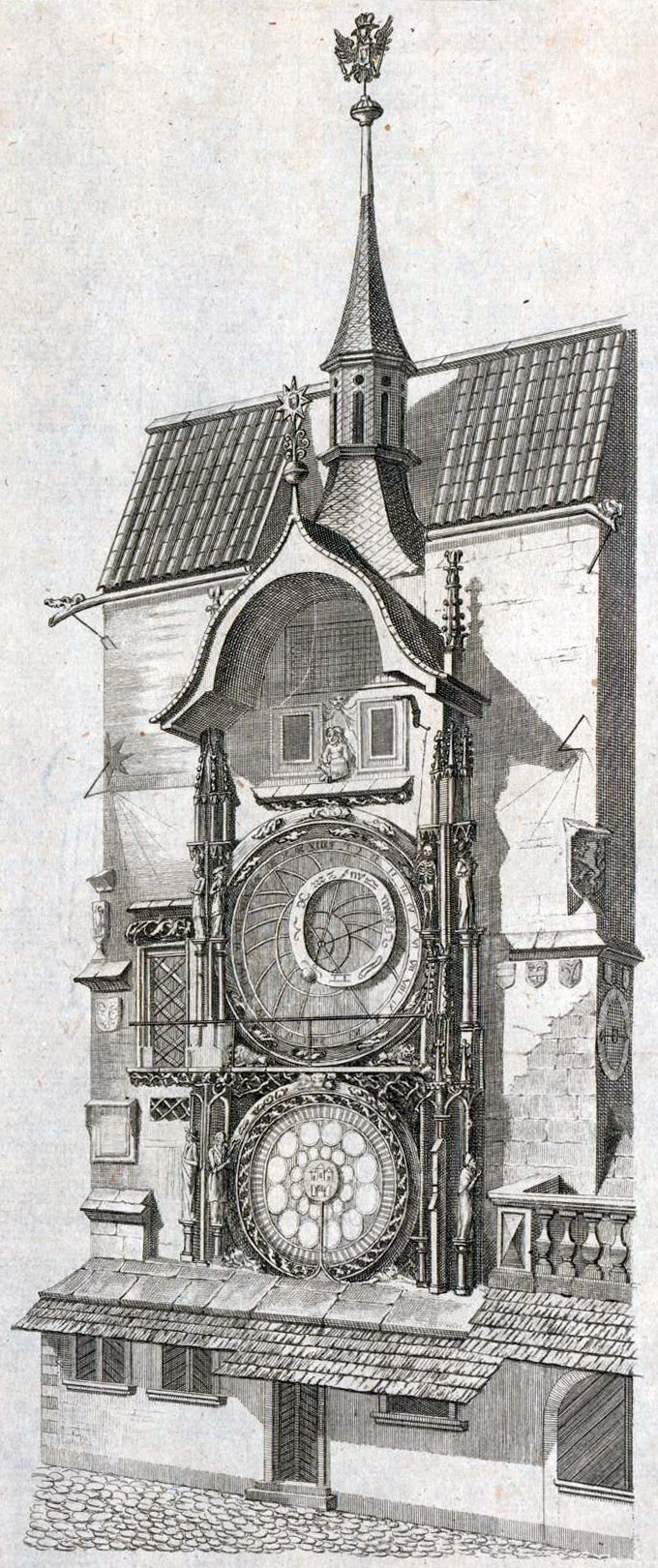
Пражский орлой около 1791 года
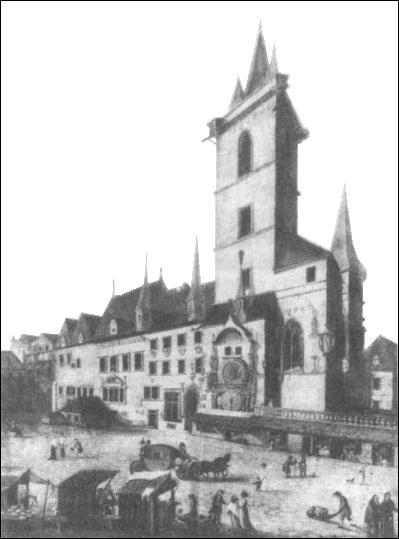
Башня Староместской ратуши с орлоем в 1808 году
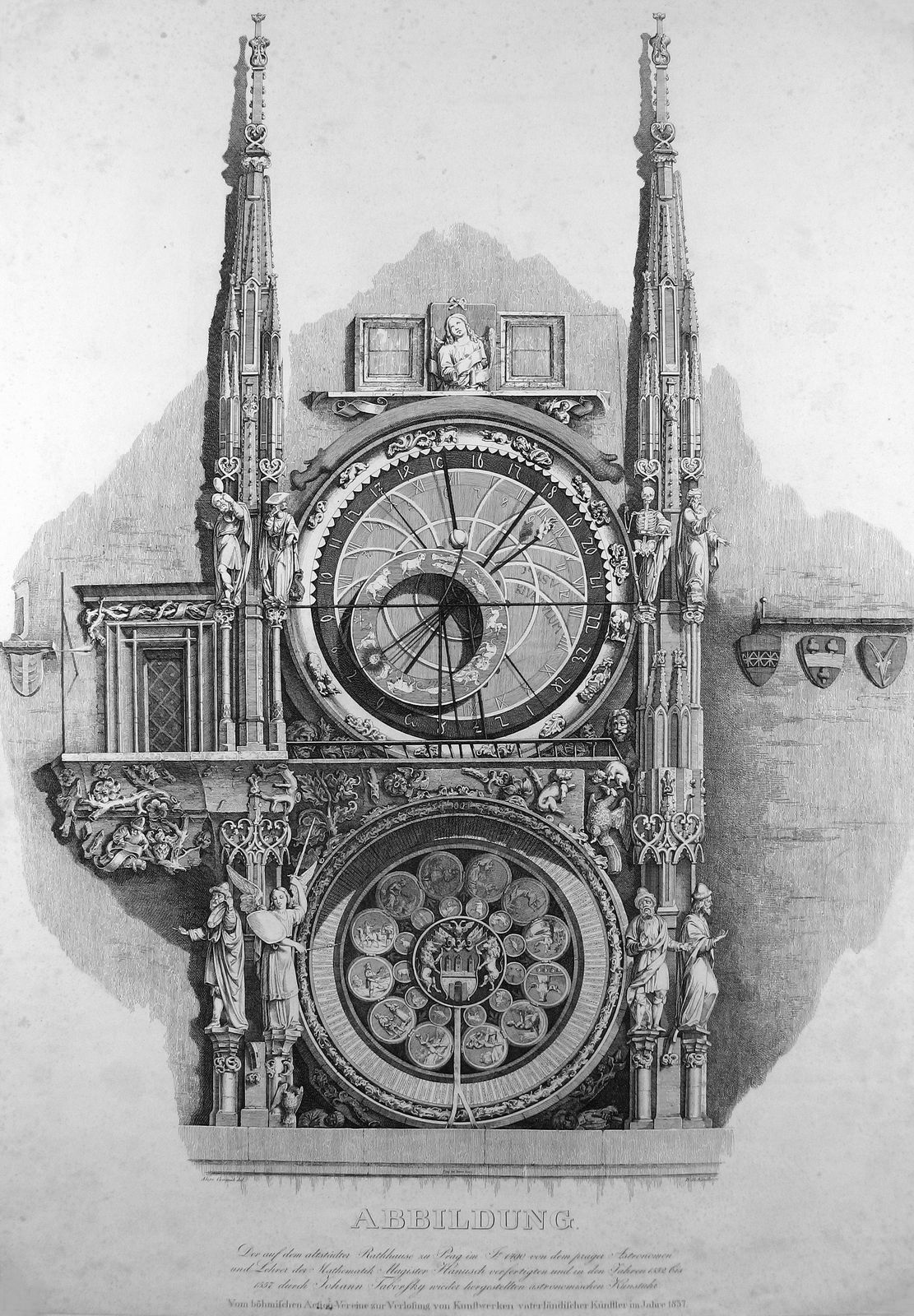
Пражский орлой в 1837 году
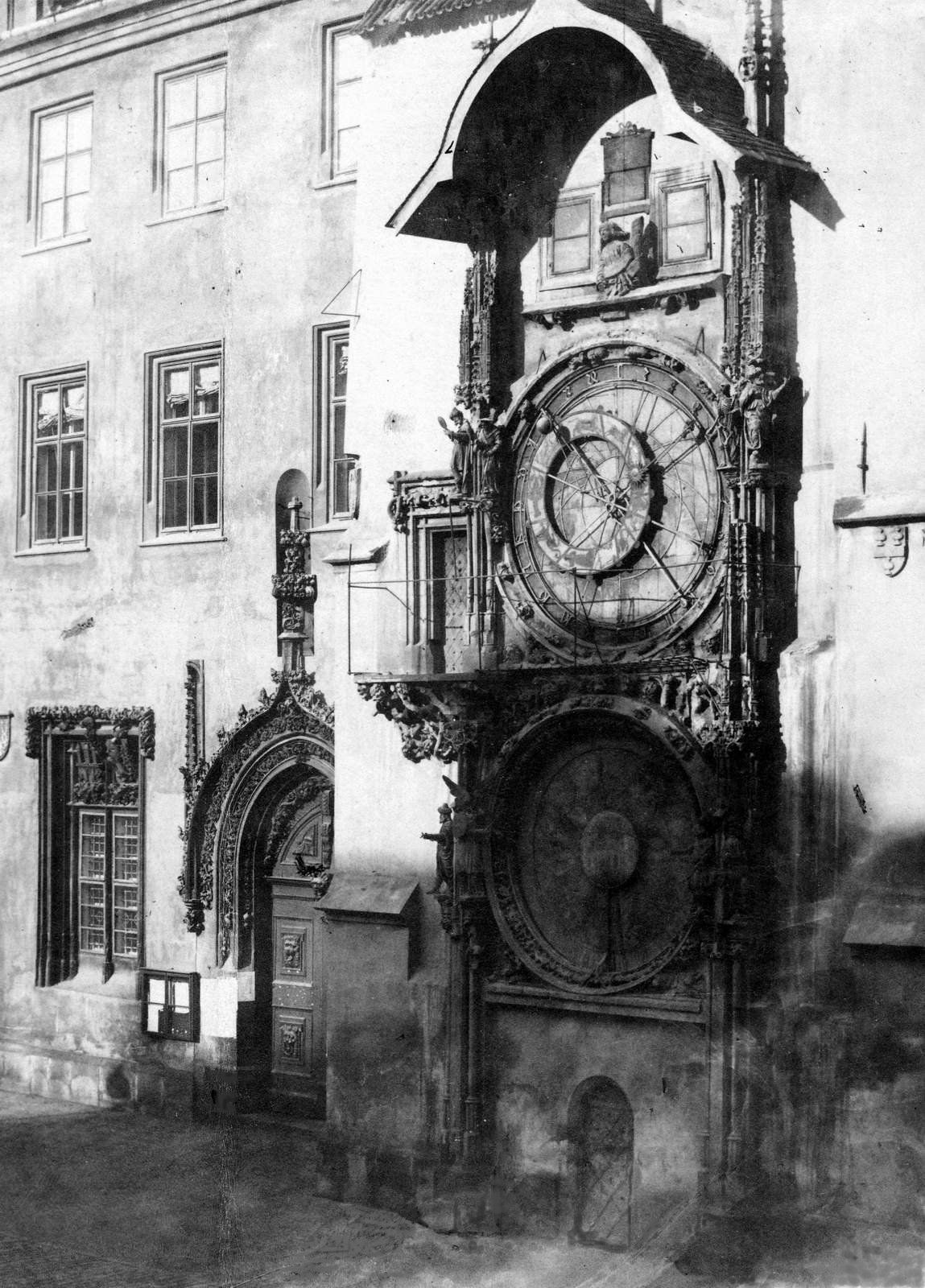
Пражский орлой около 1860 года
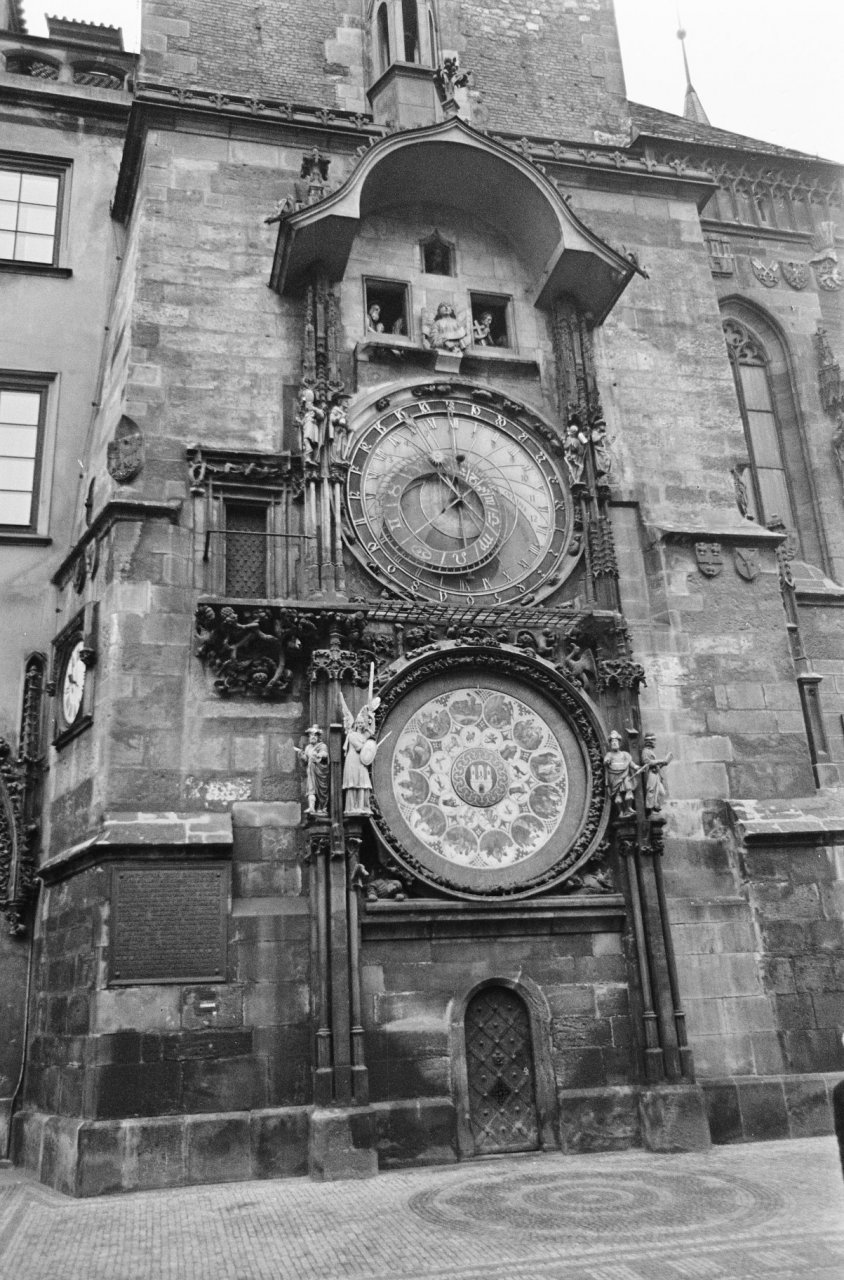
Пражский орлой в 1967 году

## Астрономический циферблат
Астрономический циферблат Пражского орлоя представляет собой астролябию с приводом от часового механизма. Орлой отражает Птолемеевскую геоцентрическую систему мира: в центре находится Земля, вокруг которой вращаются Солнце и Луна. По цветному неподвижному фону астрономического циферблата, изображающему Землю и небо, перемещаются следующие компоненты: внешнее кольцо, зодиакальное кольцо, указатели с символами Солнца и Луны и две часовые стрелки с золотой рукой и золотой звёздочкой на конце. В отличие от обычных часов, здесь отсутствует минутная стрелка.

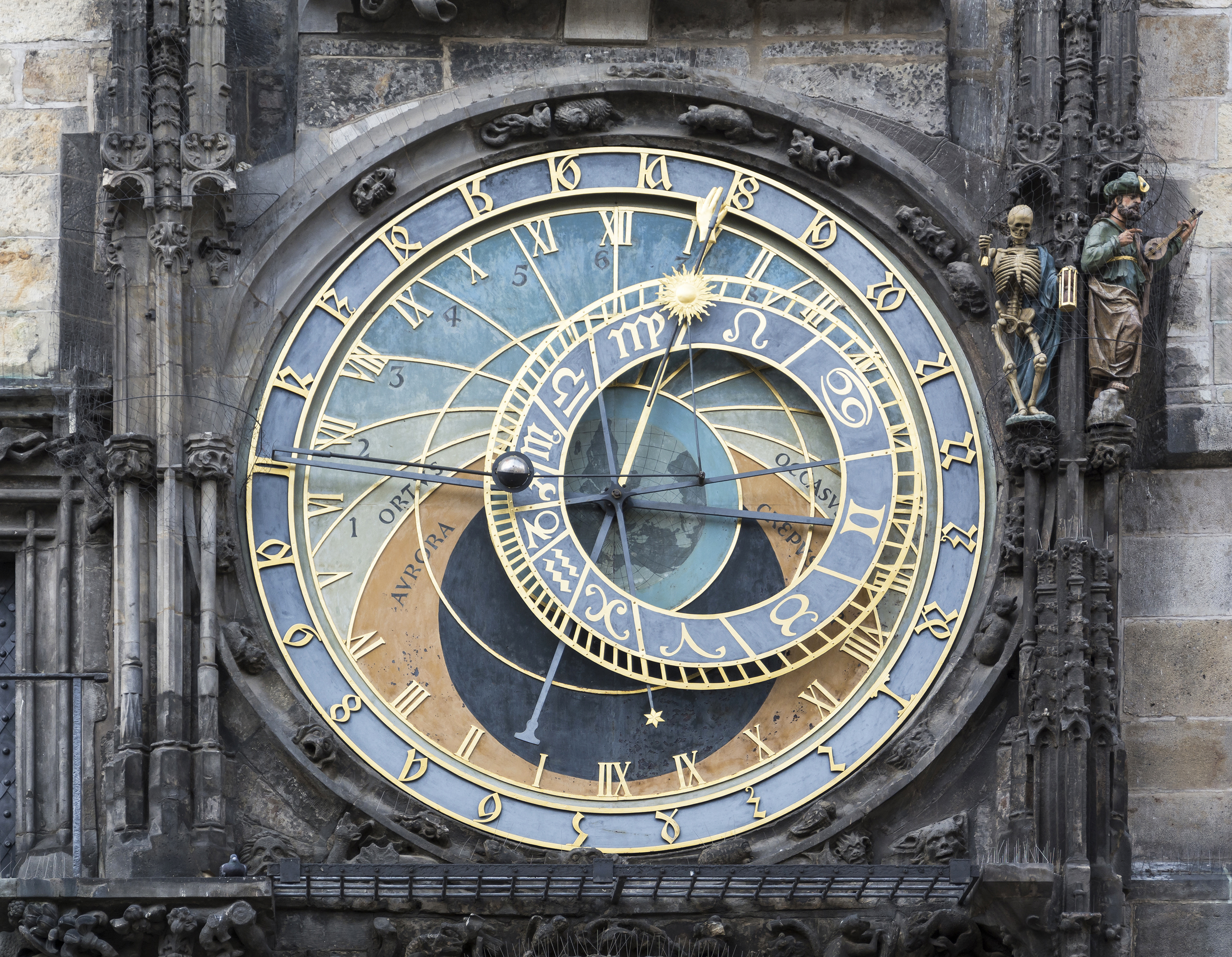
Астрономический циферблат

Неподвижный фон астрономического циферблата. Синий круг в самом центре неподвижного фона представляет собой стилизованное изображение Земного шара, но несколько нестандартно, северным полюсом вниз. К центру изображения Земли прикреплены оси движущихся по циферблату указателей. Всё остальное пространство неподвижного фона является небом, причём на нём цветом выделено несколько секторов. Синий цвет вверху — часть неба, которая находится выше линии горизонта; чёрная область внизу — часть неба ниже этой линии. Пограничными между этими двумя областями являются сектора, окрашенные в бледно-синий и тёмно-оранжевый цвет, с латинскими надписями. Указатель с символом Солнца в дневное время передвигается по синей части фона, ночью — по чёрной, а во время рассвета или заката — последовательно по бледно-синей и тёмно-оранжевой. На западной (правой) части небесного фона написано OCCASUS (с лат. — «закат») и CREPUSCULUM (с лат. — «сумерки»), а на восточной (левой) части — AURORA (с лат. — «рассвет») и ORTUS (с лат. — «восход»). Чёрный круг ночи не касается края циферблата, и между ними образуется оранжевый промежуток для движения Солнца в период кульминационного лета. Солнце в это время движется около тропика Рака (северного тропика), астрономическая ночь не наступает, и высоко расположенный солнечный диск может пройти по оранжевому промежутку, не попав на чёрную область ночи. На широте Праги (51° с. ш.) это происходит в период между 1 июня и 13 июля календарного года.
На синей части неподвижного фона выделяются три окружности, обозначенные золотыми линиями. Сразу возле изображения Земли в центре циферблата расположена самая маленькая окружность, обозначающая южный тропик (тропик Козерога). По внешнему краю неподвижного фона (вблизи римских цифр) находится самая большая окружность, представляющая северный тропик (тропик Рака). Между ними на циферблате видна средняя окружность, обозначающая экватор. Символ Солнца, указатель которого делает один оборот вокруг оси циферблата за сутки, то удаляется от центра циферблата, то приближается к нему, показывая высоту светила в кульминации над горизонтом в разное время года. Летом солнце, будучи в кульминации, наиболее высоко над горизонтом и поэтому приближается к линии тропика Рака (северного тропика). Зимой, наоборот, символ Солнца движется возле линии тропика Козерога.

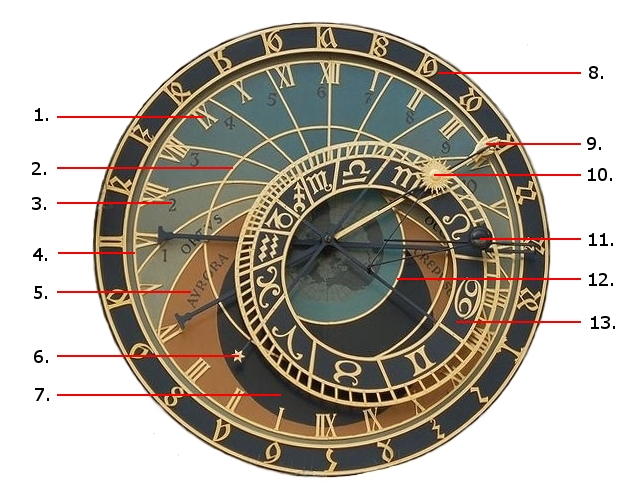
Схема астрономического циферблата: 1 — римские цифры (гражданское время), 2 — линия экватора, 3 — арабские цифры (звёздное время), 4 — линия тропика Рака, 5 — сектор рассвета, 6 — указатель со звёздочкой, 7 — сектор ночи, 8 — швабахерские цифры (старочешское время), 9 — указатель с золотой рукой, 10 — указатель с символом Солнца, 11 — указатель с символом Луны, 12 — линия тропика Козерога, 13 — зодиакальное кольцо.

Вавилонское время. Синяя часть неподвижного фона на циферблате также разделена изогнутыми золотыми линиями на 12 неравных частей, служащих для указания вавилонского времени. Вавилонское время является исторически самым старым временем, отображённым на Орлое, и увязано с восходом и закатом солнца; период времени между этими двумя моментами разделён на 12 «часов». На рассвете солнце показывает первый час, на закате — конец 12-го. Полдень наступает в 6 часов вавилонского времени. Длина одного вавилонского часа в течение года непостоянна: летом самая большая, а зимой, наоборот, самая короткая. Стержень с символом Солнца служит указателем вавилонского времени. Двигаясь зимой вдоль линии тропика Козерога, он преодолевает «часы» вавилонского времени гораздо быстрее, чем когда движется летом вблизи линии тропика Рака, где промежутки между изогнутыми линиями больше.
Старочешское время. Внешнее тёмно-синее кольцо астрономического циферблата диаметром 300 см показывает старочешское (итальянское) время, по которому жители Праги жили во время создания Орлоя. Для отображения часов здесь используются 24 золотые швабахерские цифры, стилизованные под немецкое готическое письмо XV—XVI веков. Началом суток по старочешскому времени служила не полночь (как в современном времяисчислении), а заход солнца. Так как в зависимости от времени года заход солнца происходит раньше или позже (варьируется от 16.00 зимой до 20.16 летом), но внешний круг вращается то влево, то вправо (в угловом выражении на 60° за год) относительно неподвижного фона астрономического циферблата, чтобы совпадать с моментом захода.
Центральноевропейское время. По внешнему краю неподвижного циферблата (его диметр 260 см) расположены золотые римские цифры, которые показывают центральноевропейское (немецкое, или современное гражданское) время. В отличие от обычных часов, на астрономическом циферблате два набора римских цифр: каждый от I до XII. Указателем как для старочешского, так и для центральноевропейского времени служит стрелка с золотой рукой, которая делает полный оборот вокруг циферблата за одни сутки. Немецкое время было внедрено в чешских землях императором Фердинандом I в 1547 году.
Звёздное время. На синем фоне неподвижного циферблата ещё можно увидеть 12 арабских цифр. Они находятся в верхней части циферблата и служат для измерения звёздного (сидерического) времени. Звёздное время в повседневной жизни не применяется, а используется в астрономии и астрологии. Указателем звёздного времени служит стрелка с золотой звёздочкой на конце. Она вращается вокруг оси астрономического циферблата несколько быстрее, чем стрелка с золотой рукой, совершая полный оборот за 23 часа 56 минут 4 секунды.
Зодиакальное кольцо. Вращающееся по циферблату зодиакальное кольцо со смещённым геометрическим центром в совокупности с указателями Солнца и Луны показывает, в каком зодиакальном созвездии находятся эти небесные тела. На зодиакальное кольцо нанесены символы знаков Зодиака, а также 72 луча, которые служат для разделения месяцев на дни. Промежуток между лучами обозначает примерно 5 дней. Таким образом, глядя на зодиакальное кольцо, можно определить, не только в каком знаке Зодиака, но и в каком секторе знака Зодиака находятся Солнце и Луна, а, значит, определить ориентировочную календарную дату. Зодиакальное кольцо обращается вокруг оси астрономического циферблата, делая полный оборот за один год.

Астрономический циферблат (каждое движение — с месячным интервалом)

Указатель Солнца. Указатель с символом Солнца выполнен из позолоченной жести и движется на одном рычаге с часовой стрелкой. Однако в отличие от часовой стрелки, ось вращения указателя Солнца (так же как и указателя Луны) закреплена не в геометрическом центре циферблата, а в геометрическом центре зодиакального кольца. Солнце на Пражском орлое является одним из самых информативных указателей. Оно показывает:
- день, рассвет, сумерки и ночь (по положению указателя Солнца в синем, тёмно-оранжевом или чёрном секторах неподвижного фона);
- высоту Солнца в кульминации над горизонтом (по расстоянию указателя Солнца от геометрического центра циферблата);
- положение Солнца среди знаков Зодиака (по положению указателя Солнца по отношению к зодиакальному кольцу);
- ориентировочную дату календаря (по положению указателя Солнца среди 72 лучей зодиакального кольца);
- час по вавилонскому времени (по положению указателя Солнца между изогнутыми золотыми линиями синего сектора неподвижного фона).

Указатель Луны. Указатель с символом Луны представляет собой полый шарик диаметром 130 мм, состоящий из двух частей — чёрной и серебряной. Внутри расположен скрытый механизм, который изнутри поворачивает корпус шара. В результате, в зависимости от фазы Луны шарик поворачивается разными сторонами, и можно увидеть в какой фазе находится Луна в текущий момент времени: новолуние (чёрный шарик), полнолуние (серебряный шарик), первая или последняя четверть (чёрно-серебряный шарик). Корпус шарика совершает один оборот вокруг своей оси за синодический месяц — 29 суток 12 часов 44 минуты 3 секунды. Указатель Луны, так же как и указатель Солнца, обращается вокруг оси астрономического циферблата, но несколько медленнее.
В Чехии, как и в других европейских странах, принято переводить часы на летнее время. Однако время на Орлое при этом не переставляют, в результате чего летом он показывает время на один час раньше гражданского времени. При этом прочие часы на Староместской башне переставляют в соответствии с переводом часов на летнее время.

## Календарный циферблат
Сначала Орлой состоял только из астрономического циферблата. Календарный циферблат Орлоя впервые был сконструирован Яном Руже, известном также как мастер Гануш, в 1490 году. Первоначальный диск календарного циферблата не сохранился. Нынешний вариант календарного циферблата был спроектирован пражским архивариусом К. Я. Эрбеном во время реконструкции 1865—1866 годов на основе сохранившейся копии 1659 года, в свою очередь основывающейся на более поздних по сравнению со временем постройки гравюрах. Календарный циферблат в 1865—1866 годах был расписан художником Йозефом Манесом, вследствие чего часто называется циферблатом Манеса.

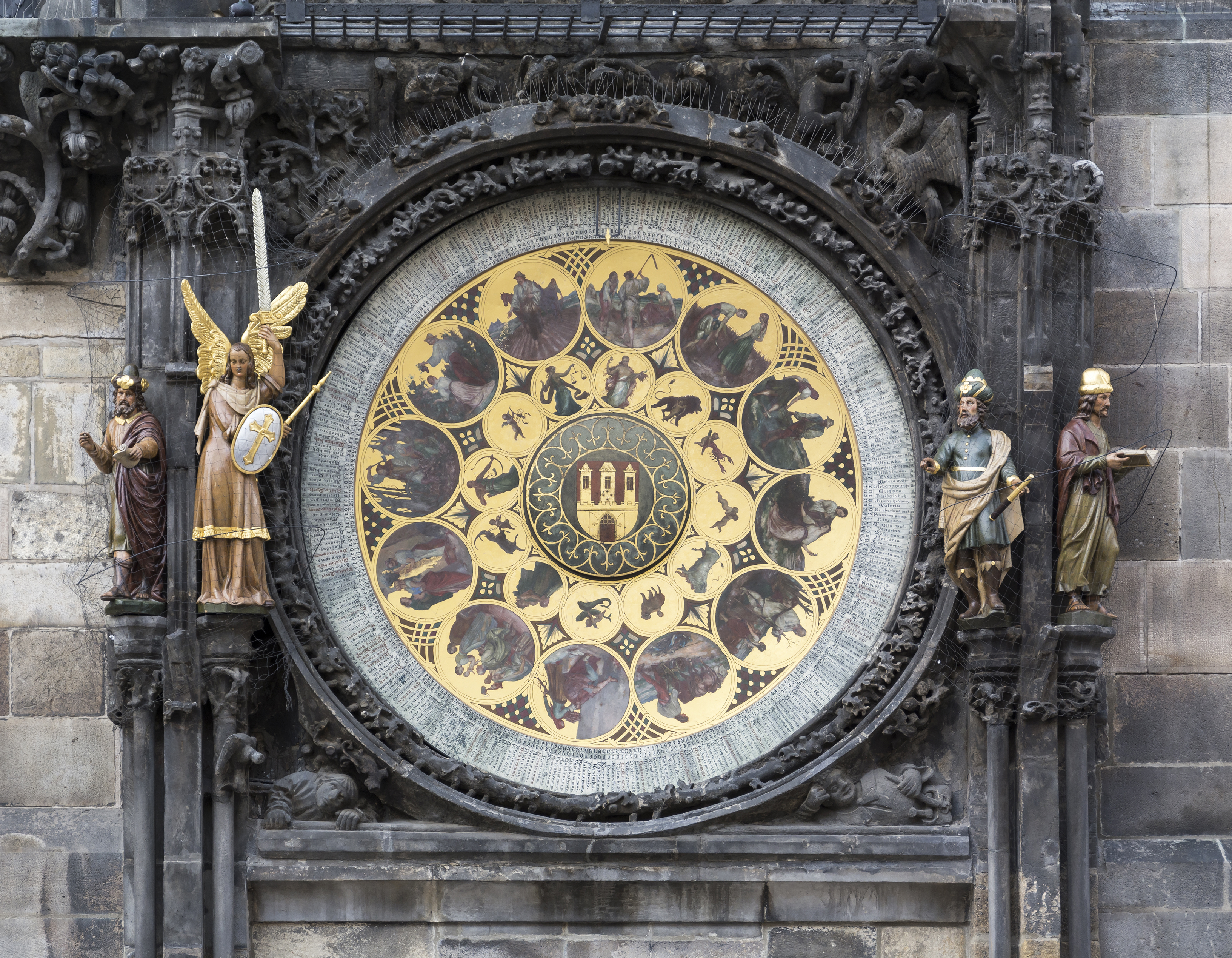
Календарный циферблат

Создание календарного циферблата. Считая заказ очень престижным, Й. Манес согласился выполнить его за относительно небольшой гонорар, составлявший половину стоимости работ такого рода. Он хотел изобразить на Орлое чешскую сельскую жизнь в средневековье, что было популярной темой в то время. В результате такого подхода Й. Манес существенно отклонился от прежнего оформления циферблата. Во время работы он постоянно сталкивался с возражениями и замечаниями членов Комитета по организации реставрационных работ курантов. Его периодически критиковали за медлительность и отступление от предыдущего художественного оформления и председатель Комитета, директор Пражской обсерватории Йозеф Георг Бём (1807—1868), и бургомистр города в 1863—1867 годах Вацлав Бельский (1818—1878). Известно, что после большого путешествия по Италии в начале 1860-х годов художник, и так не отличавшийся хорошим здоровьем, вернулся болезненным и нервозным человеком, поэтому периодические придирки и выяснения отношений мешали работе и оказывали негативное влияние на психическое здоровье Й. Манеса. При этом он не хотел отказываться от своего художественного видения. Бургомистр постоянно торопил художника, поскольку открытие курантов было уже назначено на 1 января 1866 года. В результате, к новому 1866 году календарный циферблат для Орлоя был ещё не готов, и куранты были запущены без него. Работа была завершена художником в мае, «презентацию» запланировали на середину месяца, но её пришлось отложить из-за надвигавшейся австро-прусской войны. Вскоре Прага была занята прусской армией. Однако война долго не продлилась, и после поражения в решающей битве при Садове Австрия вынуждена была пойти на перемирие в Никольсбурге (26 июля 1866 года). Поэтому открытие Пражского орлоя состоялось после двухмесячной оккупации 18 августа 1866 года. Был проведён большой праздник с мессой, парадом бригад пожарных и стрелков, концертами и гуляниями, но на этом торжественном событии не было автора — уже больного Йозефа Манеса.
Вскоре после открытия Орлоя выяснилось, что роспись Й. Манеса страдает от климатических условий. Поэтому оригинал календарного циферблата было решено перенести в Национальную галерею Праги, а на Орлое установить копию. Копия была выполнена чешским художником Э. К. Лишкой, причём за сумму, превышавшую гонорар самого Й. Манеса. Копию циферблата установили в 1880 году.
После того, как в мае 1945 года календарный циферблат сгорел, художником Богумиром Чила (1895—1973) была выполнена его очередная копия, которая находится на Орлое по сей день.
Структура календарного циферблата. Календарный циферблат состоит из нескольких дисков общим диаметром 220 см. В центре внутреннего неподвижного позолоченного диска изображён герб Праги времён короля Владислава II. Вокруг него расположен позолоченный диск с циклом из 12 круглых медальонов со стилизованными знаками Зодиака (диаметром по 24,3 см) и 12 бо́льших круглых медальонов с серией картин «12 месяцев» (диаметром по 42,5 см). Наконец, снаружи находится медный диск, разделённый на 365 секторов с указанием дней календарного года. Все диски, кроме центрального, вращаются по часовой стрелке, совершая полный оборот за один год. Сверху над циферблатом свисает небольшая стрелка, показывая текущий день. В былые времена смотритель Орлоя вручную поворачивал диски на одно деление в день.
На больших круглых медальонах серии «12 месяцев» изображены сцены чешской сельской жизни в средневековье. Они олицетворяют события в жизни крестьян, которые характерны для соответствующих месяцев календарного года:

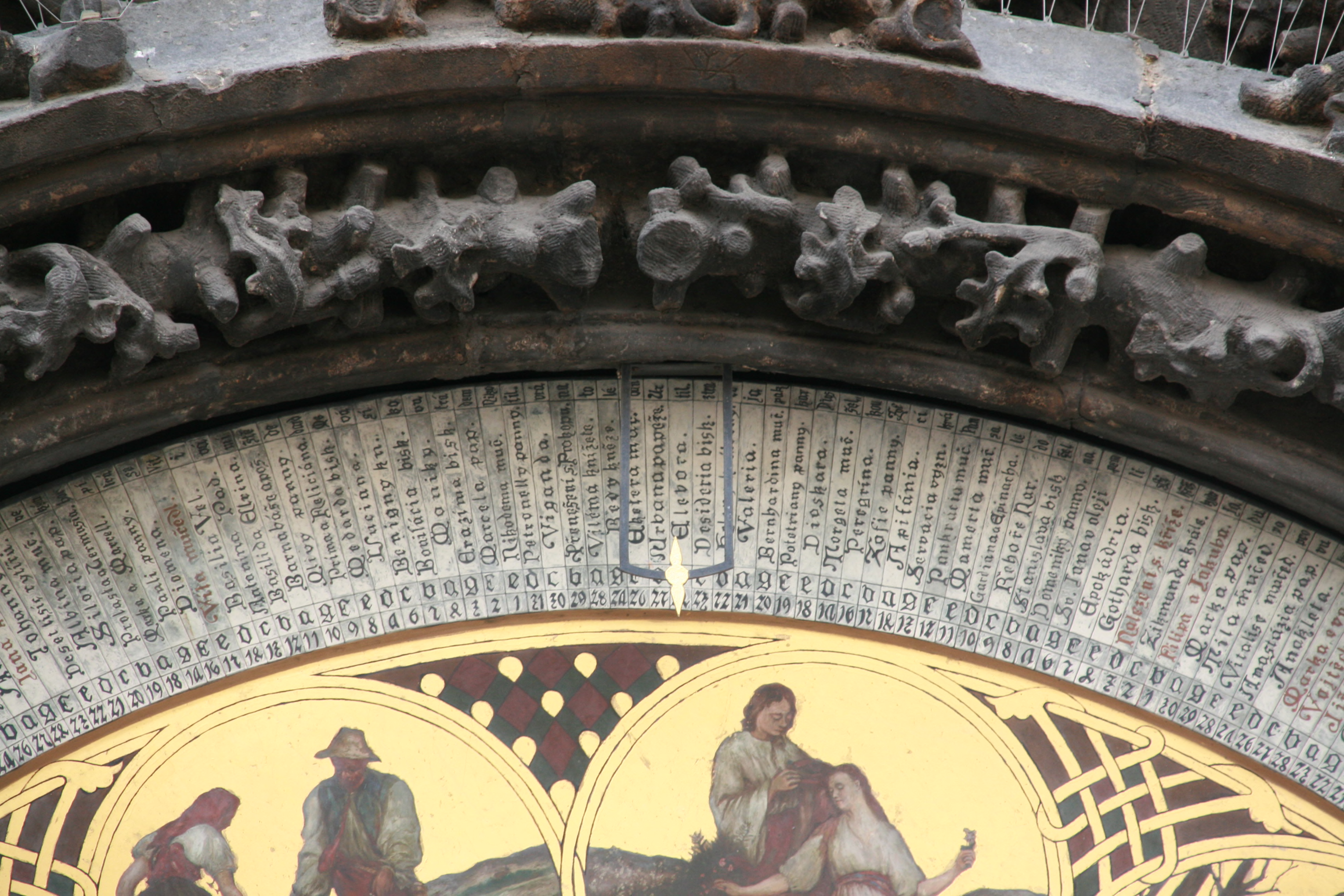
Внешние диски календарного циферблата

- январь (Leden) — рождение ребёнка как символа нового года;
- февраль (Únor) — крестьянин греет ноги у огня, а жена несёт дрова;
- март (Březen) — крестьянин пашет поле на быках;
- апрель (Duben) — селянин подвязывает деревья;
- май (Květen) — парень украшает свою шапку к празднику, а девушка собирает цветы;
- июнь (Červen) — крестьяне косят траву;
- июль (Červenec) — крестьянка серпом жнёт пшеницу;
- август (Srpen) — крестьяне обмолачивают зерно нового урожая;
- сентябрь (Září) — осенний сев зерновых;
- октябрь (Říjen) — сбор винограда;
- ноябрь (Listopad) — рубка деревьев и заготовка дров;
- декабрь (Prosinec) — забой поросёнка к новогоднему празднику.

Внешний медный диск календарного циферблата разделён на 365 секторов (по числу дней в году) и 4 кольца.
На внутреннем кольце цифрами обозначено число дня каждого месяца (от 1 до 31).
На следующем кольце диска написан повторяющийся цикл из букв от А до G, начиная с 1 января. Первому января соответствует A, второму января — B, третьему января — C, седьмому января — G, и далее сначала: восьмому января — A и т. д. Для того, чтобы определить соответствие между числом месяца и днём недели, необходимо знать т. н. «воскресную букву» (лат. litera dominicalis, чеш. nedělní písmeno), то есть букву, на которое приходится первое воскресенье календарного года. Если, к примеру, первое воскресенье 2014 года приходится на 5 января (буква E), то все воскресенья в 2014 году будут обозначаться буквой E, а, следовательно, все понедельники — буквой F, вторники — G, среды — A и т. д. Таким образом, глядя на календарный циферблат, можно определить не только текущий день в месяце, но и день недели.
В самом широком третьем кольце медного диска написаны названия праздников христианского календаря или имена важнейших святых. Если надпись сделана красным цветом, то это нерабочий день.
Наконец, на внешнем кольце медного диска нанесены слоги т. н. цисиояна (лат. cisiojan). Цисиоян представляет собой мнемонический приём для запоминания неподвижных праздников христианского календаря, использовавшийся в средние века. В Чехии цисиояны использовались в XIII—XVII вв., а с появлением печатных календарей были почти забыты. Цисиояны обычно принимали форму несколько шероховатых, но запоминающихся силлабических стихов для каждого месяца года. Каждый день помечался определённым слогом; при этом дни, приходящиеся на праздники христианских святых, помечались первым слогом имени соответствующего святого, а промежутки между этими слогами заполнялись произвольными слогами так, чтобы в месяце формировалась осмысленная фраза. Например, цисиоян в декабре состоит из 31 слога и выглядит следующим образом (слоги, относящиеся к именам святых и названиям праздников, выделены курсивом, а первые слоги этих слов обозначены полужирным шрифтом):
Po sně — hu Bá — ra s Mi — ku — lá — šem šla, v no — ci Luc — ka len pře — dla, po — vě — děl To — máš tre — stán: Na — ro — dil se Kri — stus Pán.
По снегу Варвара с Николаем шла, ночью Люсия лён пряла, апостол Фома поведал: «Родился Господь Христос».
В данном случае первый слог имени Святой Варвары (чеш. svatá Barbora) — Bá — является четвёртым в декабрьском цисиояне, и 4 декабря католическая церковь отмечает день Святой Варвары. Первый слог имени Святого Николая (чеш. svatý Mikuláš) — Mi — является шестым в декабрьском цисиояне, и 6 декабря католическая церковь отмечает день святителя Николая Чудотворца. Первый слог имени Святой Люсии (чеш. svatá Lucie) — Luc — является тринадцатым в декабрьском цисиояне, и 13 декабря католическая церковь отмечает день Святой Люсии. Первый слог имени Святого Фомы (чеш. svatý Tomáš) — To — является двадцать первым в декабрьском цисиояне, и ранее 21 декабря католическая церковь отмечала день апостола Фомы (в настоящее время память апостола Фомы отмечается большинством католиков 3 июля). Наконец, первый слог чешского слова Narodil se (родился) — Na — является двадцать пятым в декабрьском цисиояне, и на 25 декабря у католиков приходится праздник Рождества Христова.
Весь годовой цисиоян состоит из 365 слогов (по количеству дней в году). Сам термин «цисиоян» происходит от латинских слов, обозначающих 1 января: Circumsio (Обре́зание Господне, отмечаемое 1 января) и januarius (январь). Тексты цисиояна для Орлоя были созданы в 1866 году архивариусом Праги К. Я. Эрбеном.

## Скульптурное оформление Орлоя
Скульптуры, украшающие Пражский орлой, создавались постепенно, в течение нескольких столетий, так что они не охвачены единым творческим замыслом. Считается, что каменный ангел в верхней части Орлоя и резной каменный декор по периметру астрономического циферблата являются произведениями мастерской Петра Парлержа. Остальные скульптуры и декор появились позднее. Время от времени фигуры Орлоя реставрировались, иногда изготавливались заново, что стирало их первоначальный смысл. В результате, зачастую в настоящее время уже практически невозможно интерпретировать значение тех или иных аллегорий скульптурного оформления пражских курантов.
Верхняя часть Орлоя. Согласно средневековому мышлению любая постройка поддаётся неблагоприятному влиянию сверхъестественных сил и поэтому её нужно декорировать различными охранными элементами. Поскольку Орлой расположен на фасаде светского здания и тем самым не защищён храмовым пространством, необходимость в амулетах возрастает. В верхней части пражских курантов роль этих амулетов играют василиски, петух и ангел.

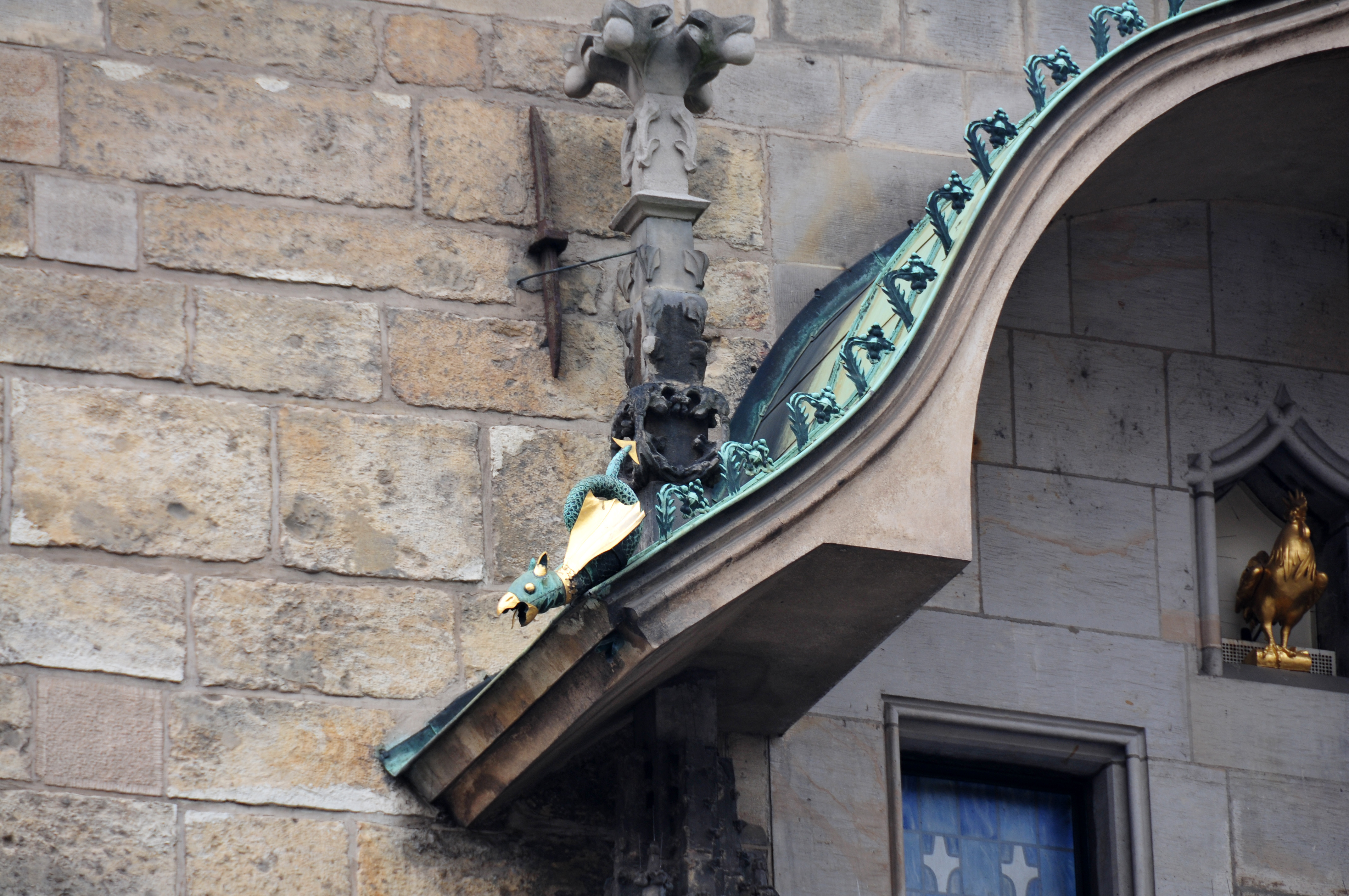
Василиск на крыше Пражского орлоя
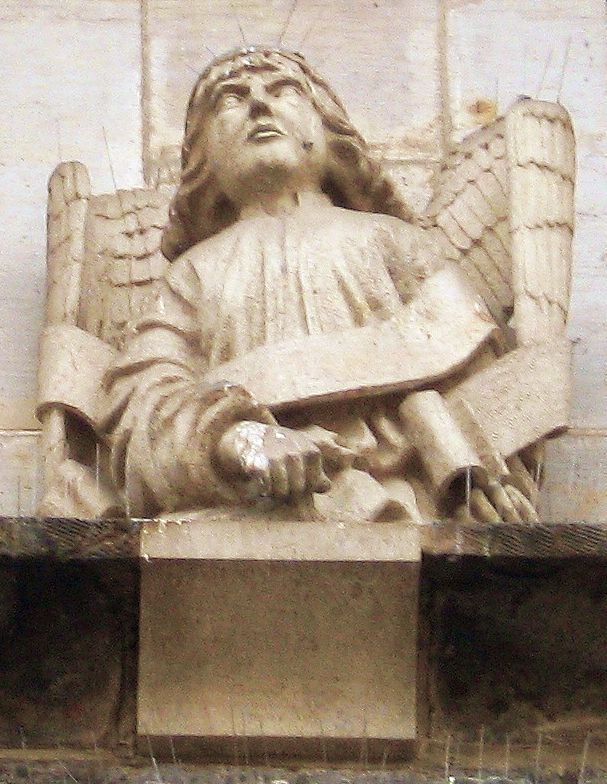
Ангел Пражского орлоя
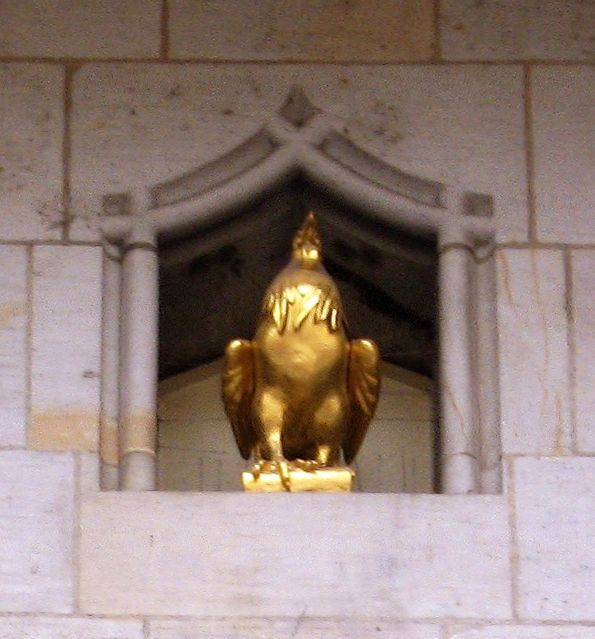
Петух на Пражском орлое

На покатой крыше Орлоя разместились два василиска — мифических существа, которые одним лишь взглядом способны превратить в камень всё живое. У василиска птичий клюв, корона, два крыла, змеиное тело и стреловидный хвост. Василиск имел титул змеиного короля. Под самой крышей курантов расположился позолоченный петух — древний символ смелости и бдительности, встречающий новый день и Солнце. По поверьям, именно с первым криком петуха исчезает нечистая сила, господствующая в ночное время. Центральной фигурой в верхней части Орлоя является каменный ангел с крыльями и посланием на развевающейся ленте, которое сейчас уже невозможно прочесть. Ангел является борцом с тёмными силами и считается самой старой статуей пражских курантов. Ангел опирается на карниз, под которым находится однозначно не идентифицируемая каменная лента. Возможно, это — стилизация змеи — символа мудрости, а, возможно, свиток с неизвестным текстом.
По обе стороны от фигуры ангела расположены два окошка, в которых каждый час можно увидеть фигуры 12 апостолов.
Декорирование астрономического циферблата. По периметру астрономического циферблата можно увидеть множество каменных скульптур, изображающих частично реальных существ, а частично — вымышленных. По причине воздействия неблагоприятных условий не все они могут быть в настоящее время идентифицированы.
В самой верхней точке над циферблатом расположена фигура льва. На языке символики и мифологии лев считается королём зверей и защитником. Справа от льва расположена фигура собаки, являющейся символом верности и бдительности. В легендах собаки охраняли клады от воров и разбойников. На надгробии собака у ног рыцаря символизирует естественную смерть. Следующая фигура, пригодная для идентификации, — кошка (возле правой римской цифры VII). Кошка является символом независимости, а также спутником магов и чародеев. Это единственная фигура, голова которой обращена к зрителю. Далее, следуя по часовой стрелке, можно увидеть маскарон — фантастическое лицо с дьявольским выражением. Такого рода маскароны часто помещались на готических кафедральных соборах с целью отпугивания опасных внешних сил.
В самом низу астрономического циферблата, как бы на границе круга мира, виднеется лицо дьявола с торчащими ушами и глазами навыкат. Справа от него находится фигура ёжика, а слева — жабы. Они являются как бы спутниками дьявола. Жаба — христианский символ греха и еретиков, которые, как жабы, пребывают в грязи и квакают свою неправду. Ёжик — ночное животное, относящееся к тёмным силам. Затем по часовой стрелке следует ещё один маскарон.
Наконец, в самом верху, слева от льва, расположена фигура змеи с фригийским колпаком. В античном Риме фригийский колпак являлся символом освобождения. Змея в христианстве — низкое, грешное существо. Возможно, автор задумывал эту фигуру как символ очищения, перевоплощения ползающей нечистой змеи в более совершенное существо.
Внизу панель астрономического циферблата как бы поддерживают два маленьких дракона. Рядом с одним из них виднеется лицо лешего (справа), рядом с другим — неизвестное лицо, которое невозможно как-либо идентифицировать (слева).
По сторонам астрономического циферблата находятся 4 крупные аллегорические деревянные раскрашенные скульптуры: слева — Тщеславие (чеш. Marnivec) и Скупость (чеш. Lakomec), справа — Смерть (чеш. Smrtka) и Турок (чеш. Turek). Эти фигуры появились на Орлое в различное время, и сейчас их интерпретация серьёзно затруднена.

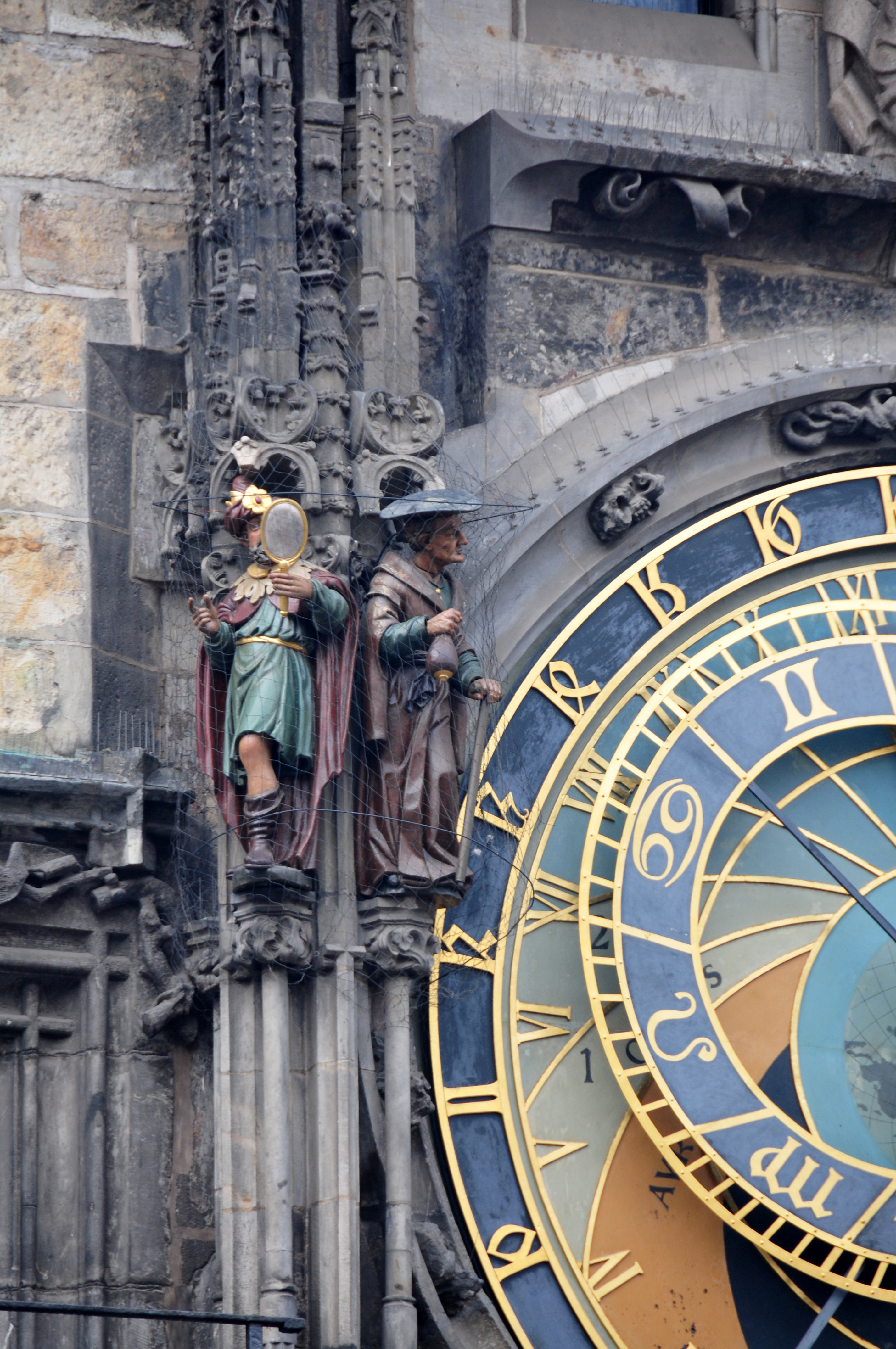
Фигуры Тщеславия и Скупости

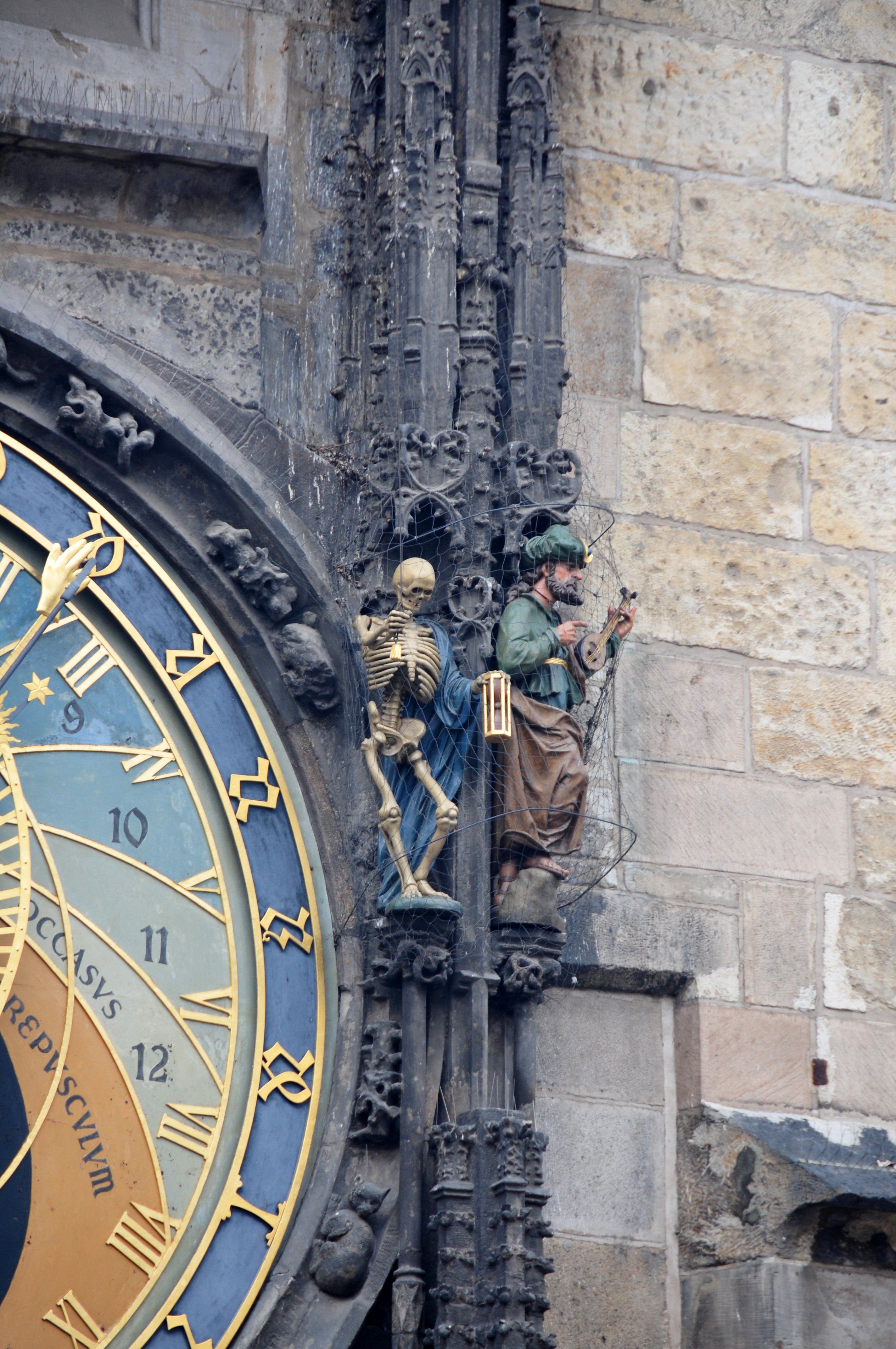
Фигуры Смерти и Турка

Самая левая фигура — человек, смотрящий в зеркало, которое держит в руке. По наиболее распространённой трактовке эта фигура представляет грех тщеславия, рассматривает своё изображение в зеркале. Другое объяснение рассматривает фигуру как мага, который с помощью зеркала смотрит за границы мира ощущений. В таком случае этот человек занимается благородным духовным делом, в противоположность соседствующему с ним скряге, который занят накоплением имущества.
Вторая слева фигура — человек, держащий в руке мешочек с деньгами. Практически однозначно он интерпретируется как олицетворение скупости.
Следующая фигура — Смерть в виде скелета человека одной рукой держится за звонок с колокольчиком, в другой его руке — песочные часы. Это самая старая фигура этого ряда, появившаяся на пражских курантах. Она олицетворяет популярный в средневековье сюжет memento mori — о тленности всего сущего вокруг.
Наконец, самая правая фигура — человек в турецком тюрбане держит в руке струнный музыкальный инструмент. Это самая неоднозначная с точки зрения толкований скульптура. Традиционно её называют Турком и считают напоминанием о турецкой угрозе, существовавшей для Священной Римской империи, в состав которой входила Чехия. По другой версии, данная фигура символизирует грех наслаждения и земных удовольствий, что представляется не очень убедительным.
Декорирование календарного циферблата. Основной идеей оформления календарного циферблата по периметру являются растительные мотивы. Циферблат обрамлён резной виноградной лозой. В правом верхнем углу рядом с циферблатом находятся скульптуры обезьяны и мифической птицы-феникса, обращённые друг к другу и как бы ведущие беседу. В средневековье обезьяна символизировала греховность и жадность. Птица-феникс с античности почиталась как олицетворение вечного цикла рождения и умирания, воскресения после смерти и обновления. Данную композицию дополняют лесной гном и птицы.
Внизу панель с календарным циферблатом как бы поддерживают фигуры двух средневековых каменщиков. По их одеянию эти фигуры обычно интерпретируются как мастер и подмастерье.

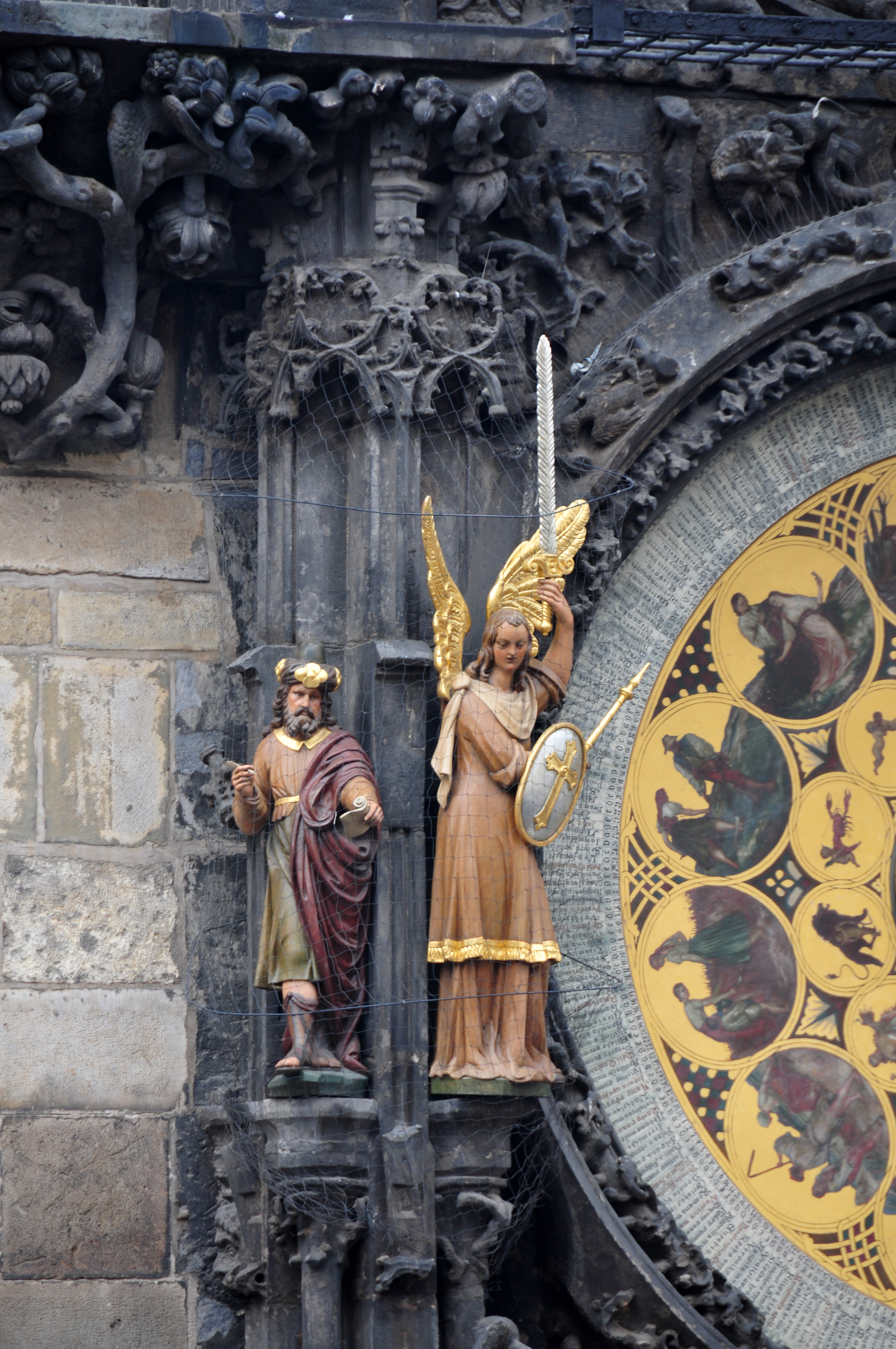
Фигуры Философа и Архангела Михаила

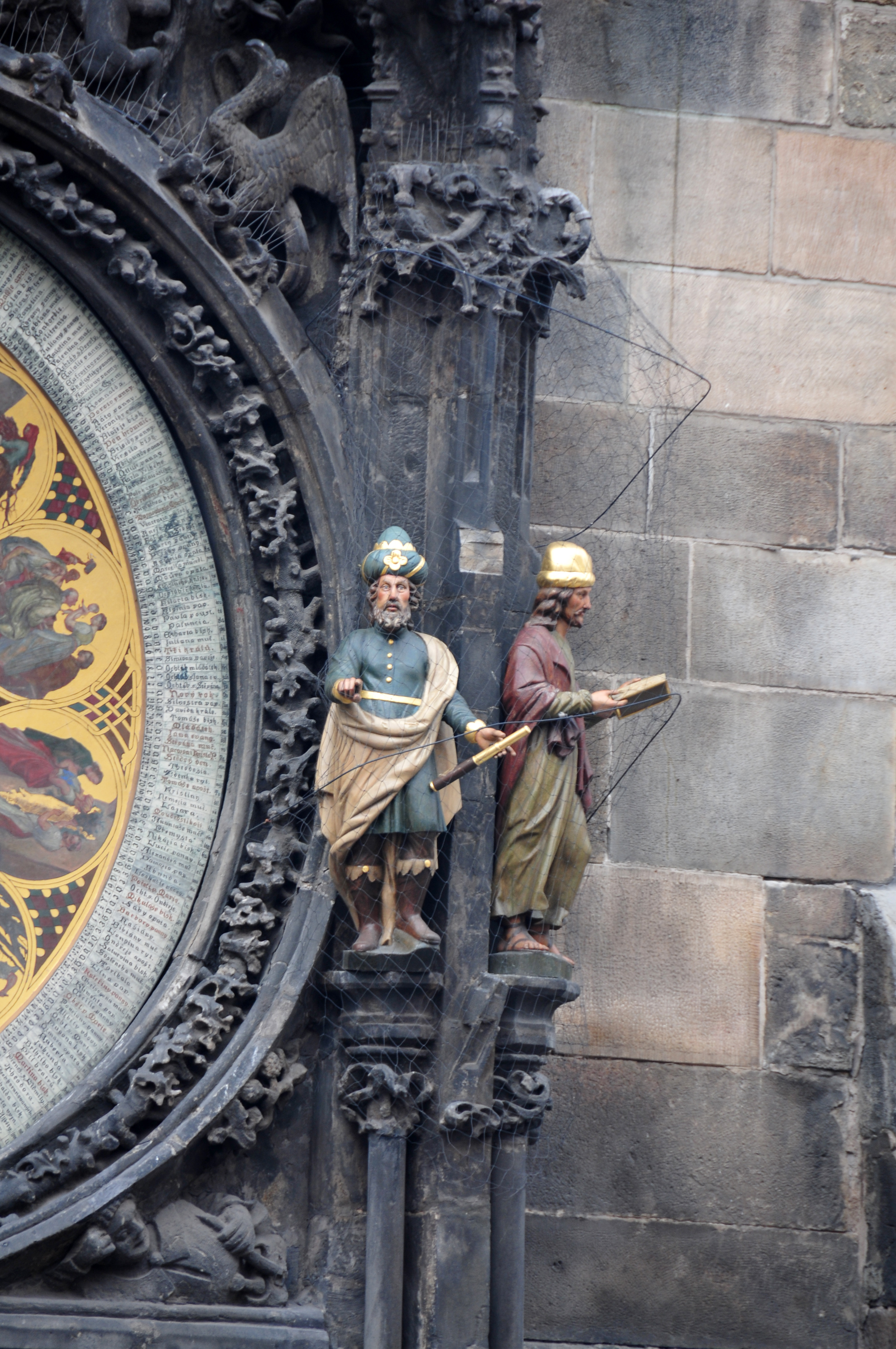
Фигуры Астронома и Летописца

Так же как и астрономический, календарный циферблат фланкируют 4 крупные аллегорические деревянные раскрашенные скульптуры: слева — Философ (чеш. Filosof) и Архангел Михаил (чеш. Archanděl Michael), справа — Астроном (чеш. Astronom или Hvězdář) и Летописец (чеш. Kronikář). В руках у Философа — перо и свиток. Архангел Михаил изображён со своими традиционными атрибутами — крыльями за спиной, щитом, жезлом и огненным мечом. В руке у Астронома находится подзорная труба, а у Летописца — книга.
Процессия апостолов. Каждый час с 8 утра до 8 вечера на пражских курантах происходит представление в духе средневековья. Верхние окошки по сторонам от каменного ангела открываются и в них один за другим попарно появляются деревянные раскрашенные фигуры 12 апостолов. Каждый апостол держит в руках свой традиционный атрибут или символ своих страстей. Апостолы шествуют в следующей последовательности (соответственно, в левом и правом окне):

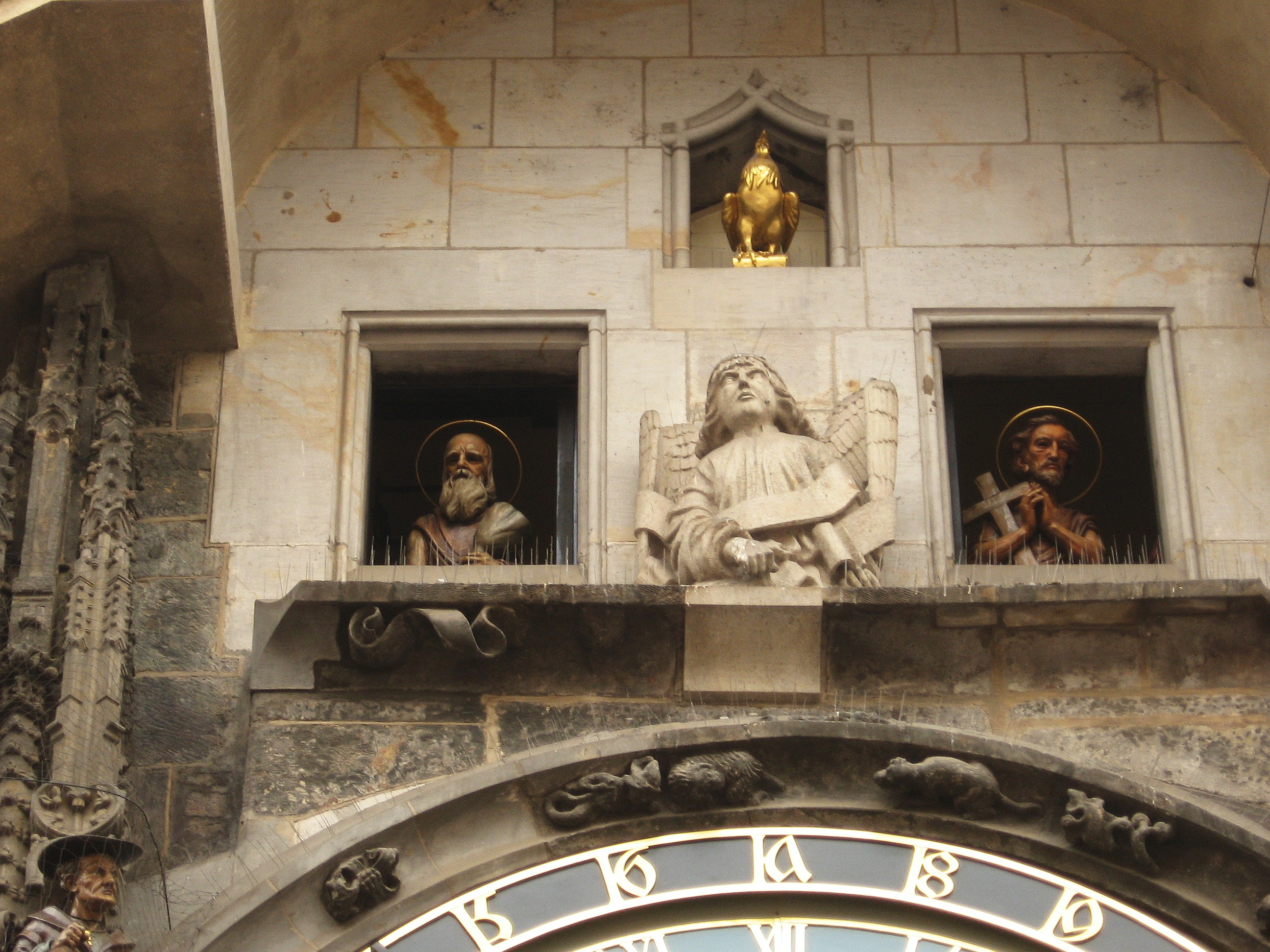
«Процессия апостолов»

- Святой Иаков Алфеев (с палкой и книгой) и Святой Пётр (с ключом);
- Святой Андрей (с косым крестом) и Святой Матфей мытарь (с топором);
- Святой Фаддей (с палицей) и Святой Филипп (с крестом);
- Святой Фома (с копьём) и Святой Павел (с мечом и книгой);
- Святой Иоанн Зеведеев, или Иоанн Богослов (с чашей и змеёй) и Святой Симон Зилот, или Кананит (с пилой);
- Святой Варнава (со свитком и камнем в руке) и Святой Варфоломей (с ножом и сложенным куском кожи).

Несмотря на то, что апостолов 12, они не в полной мере соответствуют 12-и апостолам, перечисленным в евангелиях. Так, в число 12 апостолов, согласно евангелиям, не входят Святой Варнава и Святой Павел, присутствующие на Орлое, но вместо них входят Святой Иаков Зеведеев, или Старший, и Святой Матфий, избранный взамен Иуды Искариота.
Во время процессии апостолов фигуры, фланкирующие астрономический циферблат, также приходят в движение. Наибольшее внимание привлекает фигура Смерти, которая переворачивает песочные часы, кивает и дёргает за колокольчик. Фигура Тщеславия поворачивает голову и смотрит в зеркало с разных сторон. Фигура Скупости встряхивает мешочек с деньгами, а Турок отрицательно мотает головой. Окончание представления знаменуется криком петуха. Звук издаётся при сжатии мехов, направляющих воздух в три трубки. Меха сжимаются при закрывании окошек апостолов. Затем цимбалы отбивают очередной час. Раздаётся столько ударов, сколько часов по центральноевропейскому времени.

## Комментарии
1. ↑  Эта сумма эквивалентна стоимости 95 коров в ценах начала XV века.
2. ↑  О Яне Шинделе как авторе проекта Орлоя в этом документе не сказано ни слова. Впервые указание на авторство Яна Шинделя встречается в анонимной недатированной записи, сделанной от руки в книге Тадеаша Гаека из Гайка (чеш. Tadeáš Hájek z Hájku) «Oratio de laudibus geometriae» («Речь о похвале геометрии»), написанной по-латыни и выпущенной в Праге в 1557 году.
3. ↑  Это следует из подробного описания Пражского орлоя, составленного смотрителем часов Яном Таборским в середине XVI века.
4. ↑  Это был достаточно бурный период чешской истории: Гуситские войны 1419—1437, период «бескоролевья» (1439—1453) и т. д.
5. ↑  Легенда отражает «бродячий» сюжет, популярный в такого рода литературе. Например, аналогичная легенда существует об ослеплении саксонского часовщика Антона Поля (нем. Anton Pohl), которому приписывается авторство Оломоуцкого орлоя, зодчих Бармы и Постника, построивших храм Василия Блаженного.
6. ↑  До этого Пражский орлой не был особенно точным. Отклонение от точного времени за сутки могло достигать 15 минут. С 1866 отклонение от точного времени не превышает 3 секунд в неделю.
7. ↑  Гелиоцентрическая система мира была разработана Николаем Коперником (1473—1543) и опубликована в книге «О вращениях небесных сфер» («De revolutionibus orbium coelestium») в Нюрнберге в год его смерти.
8. ↑  Вавилонское время используется, в частности, в текстах Библии.
9. ↑  Ночь, строго говоря, тоже делилась на 12 часов, но на астрономическом циферблате Орлоя это не отмечено.
10. ↑  Это обусловлено тем, что звёздные сутки короче средних солнечных суток на 3 минуты 56 секунд. Звёздные сутки представляют собой период времени между двумя кульминациями далёких звёзд в одной и той же точке наблюдения на Земле. В отличие от этого солнечные сутки — период времени между двумя кульминациями Солнца в одной и той же точке наблюдения на Земле. Поскольку Земля обращается не только вокруг своей оси, но и вокруг Солнца, за сутки набирается разница в 3 минуты 56 секунд.
11. ↑  Вместе с тем фигура петуха является последним скульптурным дополнением Орлоя, появившимся во время его капитального ремонта 1865—1866 годов.